# HMS Newfoundland (59)
HMS Newfoundland був легким крейсером типу «Коронна колонія» Королівського флоту. Названий на честь домініону Ньюфаундленд, корабель брав участь у Другій світовій війні і пізніше був проданий ВМС Перу.
Корабель слід відрізняти від госпітального судна HMHS «Ньюфаундленд», яке, втім, також торпедували в Середземному морі в 1943 році.

## Історія створення
Крейсер було побудовано корабельнею Свон Гантер і спущено на воду 19 грудня 1941 року. Хресною корабля стала дружина тодішнього міністра праці Бевіна. Корабель добудували у грудні 1942 року та за місяць включили до складу флоту.

## Історія служби

### Друга світова війна
Після введення в експлуатацію «Ньюфаундленд» приєднався до 10-ї ескадри крейсерів Домашнього флоту. На початку 1943 року корабель став флагманом 15-ї середземноморської крейсерської ескадри. У ніч з 13 на 14 липня 1943 року під час Сицилійської кампанії крейсер забезпечив ефективну підтримку 1-ї парашутної бригади, допомагаючи убезпечити міст Прімасоле, що з'єднує Катанію з Сіросом.
23 липня 1943 року корабель був торпедований італійським підводним човном «Ашангі». Деякі джерела приписують торпеду німецькій субмарині U-407. Під час атаки загинув один член екіпажу. Кермо корабля знесло, тимчасовий ремонт проводився на Мальті. Пізніше, керуючись лише своїми гвинтами та за допомогою «присяжних» вітрил між трубами, він попрямував до Бостонської військово-морської верфі для капітального ремонту.

### Повоєнний період
31 жовтня 1956 року єгипетський фрегат «Доміат» прямував на південь від Суецького каналу в Червоному морі, коли зустрівся з «Ньюфаундлендом», який наказав йому зупинитись. Враховуючи ультиматум Британії Єгипту під час Суецької кризи, «Доміат» відмовився і відкрив вогонь по крейсеру, завдавши певних ушкоджень і втрат. У відповідь крейсер з есмінцем «Діана» відкрив вогонь у відповідь і потопив свого супротивника, підібравши пізніше 69 моряків, які вижили. Один член команди «Ньюфаундленду» загинув, а п'ятеро були поранені..
Потім «Ньюфаундленд» повернувся на Далекий Схід, поки 24 червня 1959 року не був відправлений у резерв у Портсмуті.

### У складі ВМС Перу
2 листопада 1959 року корабель продали ВМС Перу, які перейменували його на «Альміранте Грау» (ісп. Almirante Grau (CL-81)), а у 1973 році на «Капітан Кіньйонес». У 1979 році крейсер був перетворений на блокшив і використовувався як стаціонарне навчальне судно в Кальяо, а пізніше того ж року був виведений з експлуатації та зданий на металобрухт.